# Thomas Chaucer
Thomas Chaucer (1367 – Ewelme, 18 novembre 1434) fu Presidente della Camera dei Comuni inglese.

## Biografia
Era figlio di Geoffrey Chaucer e Philippa Roet.
Suo padre Geoffrey cadde in disgrazia durante il regno di Enrico IV d'Inghilterra.
Giovanissimo, Thomas sposò Matilda (Maud), seconda figlia e erede di Sir John Burghersh, nipote di Enrico Burghersh . Il matrimonio lo portò ad avere grandi proprietà, e tra cui il maniero di Ewelme, nell'Oxfordshire . Dalla moglie ebbe un'unica figlia, Alice (1404 – 1475), che sposò William de la Pole, I duca di Suffolk e fu madre di John de la Pole, II duca di Suffolk ed erede al trono di re Riccardo III d'Inghilterra.
Il suo legame con il duca di Lancaster è stato anche proficuo per lui. Era in grado di acquistare il Castello di Donnington per la sua unica figlia Alice.
Fu Chief Butler of England per quasi trenta anni, nominato da Riccardo II d'Inghilterra il 20 marzo 1399. Le ingenti rendite che gli derivarono dall'incaricato vennero a lui confermate da Enrico IV d'Inghilterra, che lo rese conestabile del castello di Wallingford, Steward e destinatario degli onori di Wallingford e St. Valery. Il 5 novembre 1402 ricevette una concessione del coppiere principale per la vita.
Ricoprì il ruolo di High Sheriff di Berkshire, Oxfordshire e Hampshire
Fece parte di quindici parlamenti come cavaliere della contea di Oxfordshire (1400-1, 1402, 1405-6, 1407, 1409-10, 1411, 1413, 1414, 1421, 1422, 1425-6, 1427, 1429, 1430-1) e fu presidente della Camera per cinque volte, record battuto solo nel XVIII secolo.
Venne scelto come presidente del parlamento che si riunì a Gloucester nel 1407 e nel 1414.
Il 23 febbraio 1411 la regina gli diede il castello di Woodstock e altre tenute che il 15 marzo il re gli assegnò come proprietà da trasmettere ai propri eredi.
Nel 1414 ricevette una commissione, chiamata domicellus, inerente alle trattative matrimoniali del re Enrico V d'Inghilterra.
L'anno successivo servì il re di Francia, mettendo in campo dodici uomini d'arme e 37 arcieri, e fu presente alla battaglia di Agincourt. Nel 1417 venne impiegato per trattare la pace con la Francia.
Nel gennaio 1424 è stato nominato membro del consiglio, e l'anno successivo fu uno dei commissari diretti a decidere una controversia sorta tra il Earl Marshal e il conte di Warwick circa precedenza gerarchica. Nel 1430 fu nominato tra gli esecutori testamentari della duchessa di York.
Thomas Chaucer, assai ricco, morì a Ewelme il 18 novembre 1434.